# 요울루푀위태

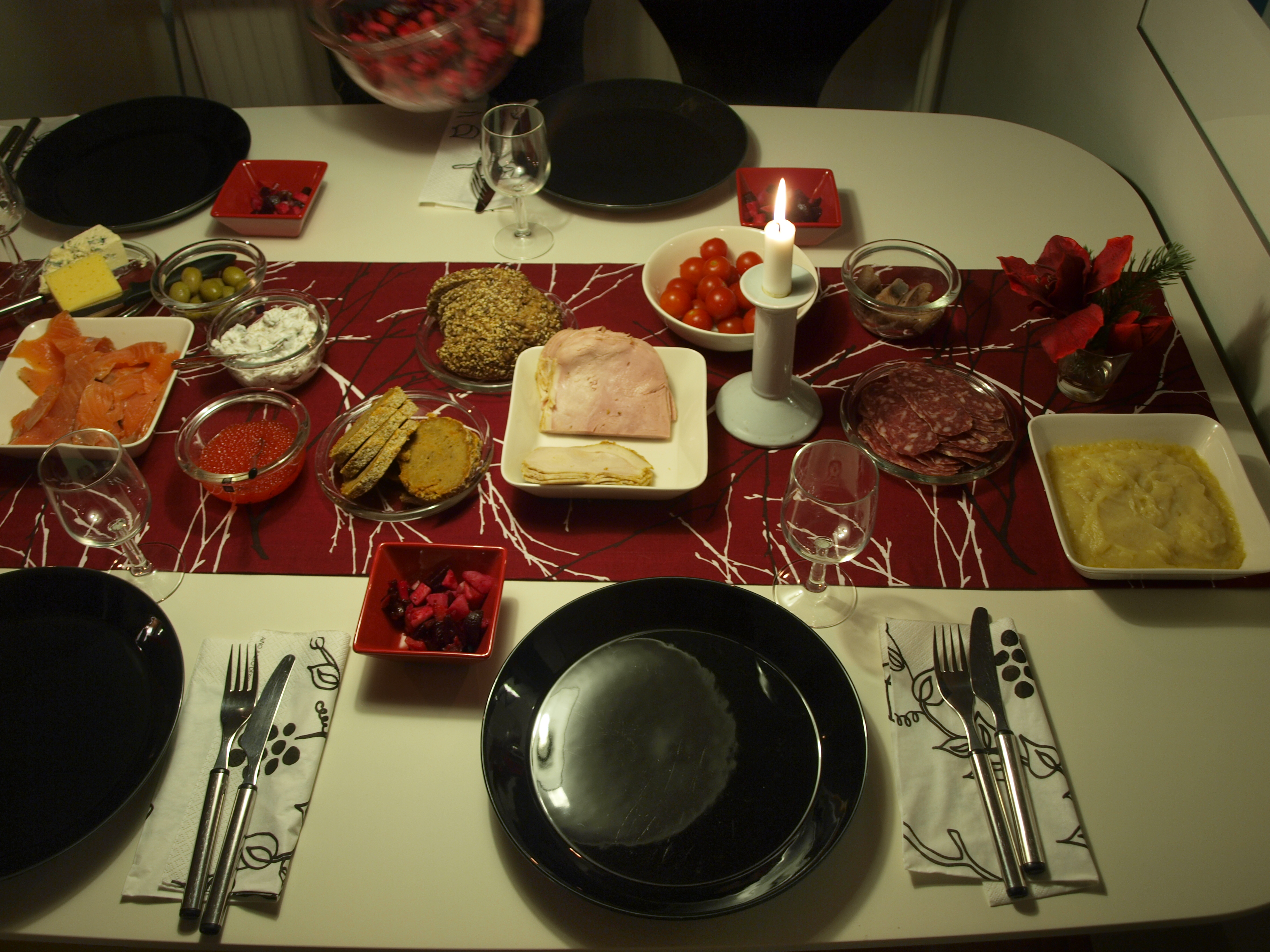
2009년 헬싱키의 현대식 성탄정식.

요울루푀위태(핀란드어: joulupöytä)는 핀란드의 성탄절 상차림이다. 그 뜻을 직역하면 "율 식탁"이라는 뜻으로, 윤문하면 "성탄 정식"이라는 뜻이다. 스웨덴의 율보르드와 비슷한 개념이다. 커다란 크리스마스 햄을 중심으로 빵, 겨자 등 다양한 요리들을 벌려놓고 먹는다.

## 상차림

### 요리
- 크리스마스 햄 - 겨자를 곁들인다.
- 카리알란피라카 - 카리알라 지방의 전통 스튜. 모든 지방에서 올라오는 것은 아님.
- 리페애칼라 - 흰살생선 요리. 버터와 화이트소스를 곁들인다.
- 그라빌로히 - 연어 요리. 적양파 썬 것과 사워크림을 곁들인다.
- 실리 - 청어 초절임 요리. 토마토나 겨자, 또는 양파소스를 곁들인다.
- 페루나라티코 - 감자 캐서롤. 지역에 따라 가당해서 이멜레튀 페루나라티코를 만들기도 한다.
- 포르카나라티코 - 당근 캐서롤.
- 막사라티코 - 간 캐서롤.
- 란투라티코 - 루타바가 캐서롤.
- 찐감자
- 로솔리 - 끓인 비트, 감자, 당근, 사과, 오이 초절임으로 만드는 샐러드.
- 버섯 샐러드
- 겨자 등 다양한 소스

### 음료
- 코스켄코르바 비나 따위 슈냅스 - 주로 식전 입가심으로 먹는다.
- 맥주 - 대부분의 핀란드 맥주 양조업체는 성탄 시즌 상품을 생산한다. 가정에서 빚어 먹기도 한다.
- 우유
- 글뢰기 - 온포도주. 알코올이 있을 수도 있고 없을 수도 있다.

### 후식
- 요울루토르투 - 성탄용 타르트. 자두잼을 넣은 페이스트리.
- 피파르카쿠 - 둥글게 만든 진저브레드.
- 과일 잡탕국
- 키셀리 - 자두물 음료. 휘핑크림을 올려 먹는다.
- 리시푸로 - 계피, 설탕, 건포도, 우유를 섞어 만든 라이스 푸딩
- 아이스크림 - 잼을 곁들인다.
- 과자나 사탕 따위 당류. 특히 초콜릿.
- 커피. 핀인들은 마일드로스트를 선호한다. 차의 경우 그냥 찻잎만 끓이기보다는 과일차를 선호한다.